# Вовчий прохід
Вовчий прохід — печера, що знаходиться в місті Чорткові Тернопільської області. Загальна довжина печери — 5 метрів.

## Історія відкриття
Перше повідомлення про печеру з'явилось в газеті «Голос народу» 16 серпня 2019 року Володимиром Добрянським — археологом Чортківщини.

## Дослідження
Назва цього мікротопоніму носить давню назву: раніше із села Росохач уздовж каньйоноподібної долини річки Серет, стежками навпростець проходив скорочений шлях, аби зручніше й швидше дістатися до Чорткова. Тому, аби надалі зберігся цей забутий топонім, обстежуючи печеру Вовчий Перехід, автор статті так і залишив давню назву за порожниною.
Її довжина становить 5 метрів.
Печера утворилася в широкій тріщині підпору, яка зверху перекрита масивними блоками уламків скелі. Її вхід має вигляд трапеції шириною 1,5 та висотою зліва 1,5 — справа 2 метри. Середня ширина проходу має 1,5 та висота 2 метри. Печера відноситься до класу карстовоерозійних та гравітаційних.
Дно встелене відкладами глини, яка змішана із дрібними й великими фракціями пісковику. Стеля і стіни гладкі, а стеля і дно рівне.